# Anaretella supermagna
Anaretella supermagna är en tvåvingeart som beskrevs av Boris Mamaev och Okland 1996. Anaretella supermagna ingår i släktet Anaretella och familjen gallmyggor. Inga underarter finns listade i Catalogue of Life.